# そこはかさん
『そこはかさん』は、日本の作家である沙木とも子によるホラー小説。短編集。
単行本は、2014年5月16日にKADOKAWA〈幽ブックス〉よりで刊行された。装幀は一本麻衣子が、挿画はさやかが担当している。短編『そこはかさん』は、第8回『幽』怪談文学賞〈短編部門〉大賞を受賞しており、怪談専門誌『幽』vol.20に掲載された。文芸評論家の東雅夫は、選評で「日本民俗学の根幹をなすテーマの1つである〈イエ〉にまつわる霊異を、関西で生まれ育った者ならではの視点から飄々とつづった秀逸な作品」と述べている。

## あらすじ

### そこはかさん
京都にある美代の家の生業は、種麹屋である。美代は、幼い頃、台所で曾祖母のナミエが「おや、そこはかさん」と独りごちるのを耳にする。〈そこはかさん〉とは、「あるかないか、わからないもの」なのだという。それから美代は、家の暗がりに目をこらすことに励むが、それらしきものを目にすることはなかった。

### 夏の家
ある日、美代は、大阪の船場にある並木画廊で、ある1枚の絵に描かれていた緑色の壺のようなものが妙に気になって近くで眺める。家に帰ると、台所のかまどを巡って、ある騒動が起きていた。

### レディ・Dの手箱
美代は、容子の住むエディンバラを訪れる。翌日、ダンフリーズという町の郊外にあるカントリー・ハウスに移動する。それは、ゴシック期の大聖堂のような趣をもつ建物だった。

## 登場人物
笹岡美代
京都に住む女性。
ナミエ
美代の曾祖母。
フミノ
美代の祖母。
容子
美代の叔母。スコットランドのエディンバラに住む。
紀代子
美代の母。
幸太郎
紀代子の息子。
由加里
紀代子の娘。
牟田絵里香（むた えりか）
美代の友人。
日下泉水（くさか いずみ）
学生。
堅一
泉水の兄。
令次
泉水の兄。

## 収録作品
| タイトル        | 初出         |
| --------------- | ------------ |
| そこはかさん    | 『幽』vol.20 |
| 夏の家          | 書き下ろし   |
| レディ・Dの手箱 | 書き下ろし   |